# Partia Lewicowych Socjalistów-Rewolucjonistów
Partia Lewicowych Socjalistów-Rewolucjonistów (ros. Партия левых социалистов-революционеров-интернационалистов, trb. Partija lewych socyalistow-riewolucyonierow-intiernacyonalistow) – partia polityczna w Rosji, działająca w latach 1917–1918.

## Historia
Latem 1917 wewnątrz Partii Socjalistów-Rewolucjonistów doszło do podziału między częścią działaczy, która poparła Rząd Tymczasowy, ustanowiony po rewolucji lutowej i obaleniu caratu i uczestniczyli od czerwca 1917 w jego pracach, a tymi którzy - wraz z bolszewikami – stali w opozycji do rządu. Większość działaczy pozostała w ramach głównego nurtu, a probolszewicka mniejszość określana była jako lewicowi eserowcy. Przywódczynią grupy została Maria Spiridonowa, innymi aktywistami byli Borys Kamkow i Jakow Blumkin. Podział nie został zakończony przed demokratycznymi wyborami do Konstytuanty w grudniu 1917. W wyniku rozłamu lewicowi eserowcy oddzielili się od reszty partii i jako odrębne ugrupowanie wzięli udział w wyborach do Konstytuanty.

### Rewolucja październikowa
Lewicowi eserowcy po przewrocie bolszewickim (rewolucji październikowej) zostali w grudniu 1917 partnerami koalicyjnymi bolszewików, otrzymując teki w Radzie Komisarzy Ludowych. W marcu 1918 wystąpili jednak z  Rady Komisarzy Ludowych w proteście przeciwko podpisaniu traktatu brzeskiego, pozostając jednak we Wszechrosyjskim Centralnym Komitecie Wykonawczym (WCIK) i innych organach władzy sowieckiej, w tym w Czeka. Działacze eserowscy uczestniczyli w pracach komisji, która opracowała pierwszą konstytucję Rosji Sowieckiej, nadała państwu formalny charakter federacyjny i nazwę: Rosyjska Federacyjna Socjalistyczna Republika Radziecka.

### Rosyjska wojna domowa
W połowie lipca 1918 lewicowi eserowcy próbowali wywołać powstanie na obszarach które władze bolszewickie oddały Niemcom w ramach traktatu brzeskiego i doprowadzić do wznowienia wojny z Niemcami. Dokonali zabójstw niemieckiego ambasadora w Moskwie Wilhelma von Mirbacha i marszałka Hermanna von Eichhorna, dowódcy okupacyjnych wojsk armii niemieckiej na terytorium Hetmanatu. Zabójstwo von Mirbacha dało sygnał nieudanemu powstaniu w Moskwie 6 lipca 1918. Pucz doprowadził do wykluczenia przedstawicieli partii lewicowych eserowców z rad na terenie całego kraju. W późniejszym okresie niektórzy lewicowi eserowcy (np. Jakow Blumkin – zabójca Mirbacha) stali się członkami Rosyjskiej Komunistycznej Partii (bolszewików), a później WKP(b). W większości zostali straceni w latach 30. XX wieku – w okresie wielkiego terroru w ZSRR lub, jak Maria Spiridonowa, zgładzeni podczas masakr więziennych przeprowadzonych przez NKWD w 1941.